# Макалмонт (Арканзас)
Макалмонт (англ. McAlmont) — переписна місцевість (CDP) в США, в окрузі Пуласкі штату Арканзас. Населення — 1447 осіб (2020).

## Географія
Макалмонт розташований за координатами 34°47′34″ пн. ш. 92°11′45″ зх. д. / 34.79278° пн. ш. 92.19583° зх. д. (34.792827, -92.195755).  За даними Бюро перепису населення США в 2010 році переписна місцевість мала площу 4,12 км², уся площа — суходіл.

## Демографія
Згідно з переписом 2010 року, у переписній місцевості мешкали 1873 особи в 705 домогосподарствах у складі 469 родин. Густота населення становила 455 осіб/км².  Було 811 помешкання (197/км²). 
Расовий склад населення:
| - 78,6 % — чорних або афроамериканців - 17,6 % — білих - 0,4 % — корінних американців - 0,4 % — азіатів - 1,2 % — осіб інших рас |

До двох чи більше рас належало 1,8 %. Іспаномовні складали 3,5 % від усіх жителів.
За віковим діапазоном населення розподілялося таким чином: 30,9 % — особи молодші 18 років, 56,9 % — особи у віці 18—64 років, 12,2 % — особи у віці 65 років та старші. Медіана віку мешканця становила 32,6 року. На 100 осіб жіночої статі у переписній місцевості припадало 85,4 чоловіків;  на 100 жінок у віці від 18 років та старших — 80,0 чоловіків також старших 18 років.
Середній дохід на одне домашнє господарство  становив 37 641 долар США (медіана — 33 844), а середній дохід на одну сім'ю — 46 437 доларів (медіана — 35 924). Медіана доходів становила 36 178 доларів для чоловіків та 29 524 долари для жінок. За межею бідності перебувало 27,1 % осіб, у тому числі 59,8 % дітей у віці до 18 років та 24,5 % осіб у віці 65 років та старших.
Цивільне працевлаштоване населення становило 538 осіб. Основні галузі зайнятості: інформація — 27,3 %, роздрібна торгівля — 25,7 %, освіта, охорона здоров'я та соціальна допомога — 21,4 %.